# Днепровский метрополитен
Днепро́вский метрополите́н (укр. Дніпровський метрополітен, до 17 марта 2017 года — Днепропетро́вский) — система метро города Днепра.
Днепровский метрополитен – третий по хронологии и количеству станций метрополитен Украины после Киевского и Харьковского и насчитывает шесть станций, расположенных на одной линии. По состоянию на 2021 год ведётся активное строительство ещё трёх станций. Длина линии составляет 7,8 км, время поездки из конца в конец — 12 минут. Интервал движения: 7—20 минут. По длине эксплуатируемых линий занимает 178-е место в мире, 16-е — среди метрополитенов бывшего СССР (после Московского, Петербургского, Киевского, Ташкентского, Харьковского, Минского, Бакинского, Тбилисского, Нижегородского, Новосибирского, Казанского, Самарского, Екатеринбургского, Ереванского и Алма-Атинского). Первый введённый в эксплуатацию после распада СССР и третий на Украине после Киевского и Харьковского — открыт 25 декабря 1995 года. Работает с 5:35 до 23:00.

## История
Торжественная закладка метрополитена прошла 20 февраля 1981 года после проведения изыскательских и проектных работ, проходивших с 1979 года. В 1990 году были закуплены все эскалаторы и открытие было намечено на 1991 год, но состоялось только 29 декабря 1995 года (первый метрополитен на территории бывшего СССР, открытый после его распада).
В 2015 г. станция Коммунаровская была переименована в Покровскую, в рамках декоммунизации.
С 2016 года стартовали активные работы по достройке трёх новых станций метро. В работах принимала участие компания «Киевметрострой», после победила в тендере и начала работу турецкая фирма Limak.
17 марта 2020 года в 15:00 метрополитен закрылся на карантин в связи с коронавирусом. 25 мая в 15:00 вновь открылся для пассажиров.
С 24 февраля 2022 года в связи с вторжением России на Украину используется как бомбоубежище, перевозка пассажиров осуществляется с 7:00 до 18:00.

## Подвижной состав

### Пассажирский подвижной состав

Вагон типа 81-717.5/714.5 на станции «Заводская»

Метрополитен обслуживается составами из трёх вагонов типа 81-717.5М/714.5М (производства «Метровагонмаш») и 81-717.5/714.5 (производства ЗАО «Вагонмаш»), подвижной состав обслуживает одно электродепо — «Диёвское». Всего в городе 45 вагонов, из которых 18 — головные.
В годы планирования метрополитена в нём предполагалась эксплуатация вагонов типа «И», не прошедших испытания из-за недоработки тиристорно-импульсной системы управления, а также пожароопасности алюминиевых кузовов.

## Тариф для проезда пассажира
Тариф для проезда пассажира:
- 29 декабря 1995 года — бесплатно
- 1 января 1996 года — 20 000 карбованцев
- в середине 1996 года — 30 000 карбованцев
- 2 сентября 1996 — 30 копеек (деноминация)
- с 1997 года — 40 копеек
- с 2001 года — 50 копеек
- 3 января 2002 — 60 копеек
- 11 сентября 2009 года — 1,5 гривны
- 1 сентября 2011 год — 2 гривны
- 5 августа 2018 года — 4 гривны
- 3 января 2020 года — 6 гривен
- 3 июля 2021 года — 8 гривен
- 3 января 2024 года – 10 гривен

Предоставляются также месячные проездные билеты (метро + наземный электротранспорт): стоимость составляет 440 гривен, для студентов предоставляется скидка 50 % на проездной.
В данный момент используется как бомбоубежище, по состоянию на 21.04.2022 проезд бесплатный. С 31.05.2022 проезд снова платный, стоимость 8 гривен.

## Линии

### Действующая
В метро действует одна линия на участке «Покровская» — «Вокзальная», соединяющем западные жилые массивы города (а также его западную промзону) с Вокзальной площадью и выходом к железнодорожному вокзалу. Она охватывает три района из восьми (Новокодацкий, Чечеловский и Центральный). Все три строящиеся станции будут в Шевченковском и Соборном районах.

## Станции
- «Покровская» (бывшая «Коммунаровская»). Тип станции: колонная, мелкого заложения.
- «Проспект Свободы». Тип станции: односводчатая, глубокого заложения.
- «Заводская». Тип станции: односводчатая, глубокого заложения.
- «Металлургов». Тип станции односводчатая, глубокого заложения.
- «Метростроителей». Тип станции: односводчатая, глубокого заложения.
- «Вокзальная». Тип станции: колонная, глубокого заложения[8].
- «Театральная». Станция строится.
- «Центральная». Станция строится.
- «Музейная». Станция строится.

## Перспективы
Строятся (за станцией «Вокзальная»): «Театральная», «Центральная» и «Музейная» по проектам архитектурного бюро Zaha Hadid Architects.
В январе 2008 года премьер-министр Украины Юлия Тимошенко, пребывая с визитом в Днепропетровске, пообещала выделить деньги на начало строительства до конца года двух станций: «Парус» и «Парус-2», а также на закупку оборудования (два щита горизонтальной проходки, один — вертикальной и один — наклонной проходки) для начала полноценного строительства станций «Театральная», «Центральная» и «Исторический музей». Существовали также планы строительства станций «Днепр» (к востоку от «Исторического музея») и «Южный вокзал». Но все эти обещания не были выполнены, а после отказа Днепропетровску в проведении футбольного чемпионата Европы перспективы метрополитена стали совсем туманными. 26 июля 2009 года строительство метрополитена было полностью остановлено. В августе 2009 года появились сведения о том, что строительство метрополитена будет возобновлено в октябре за счёт кредитов, предоставленных правительством и частными китайскими инвесторами, на общую сумму 16 млрд грн., но эти сведения никак не подтвердились. Жители города практически не пользуются метро для сколько-нибудь длительных поездок.
1 ноября 2010 года стало известно, что президент Украины Виктор Янукович поручил выделить на строительство метрополитена 250 млн гривен.
Также в 2010 году сообщалось, что строительством второй линии, которая должна соединить правый берег с левым, могут заняться инвесторы из Китая.
28 февраля 2011 года возобновилось строительство станции «Центральная». На тот момент открытие было запланировано на конец 2013 года.
19 октября 2011 года Днепропетровский метрополитен передали в коммунальную собственность.
11 июня 2013 года Верховная Рада ратифицировала кредитное соглашение между Европейским банком реконструкции и развития (ЕБРР) и Украиной о завершении строительства метрополитена в Днепропетровске. Сумма кредита составила 152 млн евро, которые необходимо погашать со 2 декабря 2016 по 2 июня 2027 года равными частями каждые полгода. Европейский инвестиционный банк (ЕИБ) выделил для реализации данного проекта софинансирование на такую же сумму. В целом, согласно технико-экономическому обоснованию, стоимость проекта составляла 367 млн евро. Привлеченные средства планировалось направить на строительство трех станций первой линии.

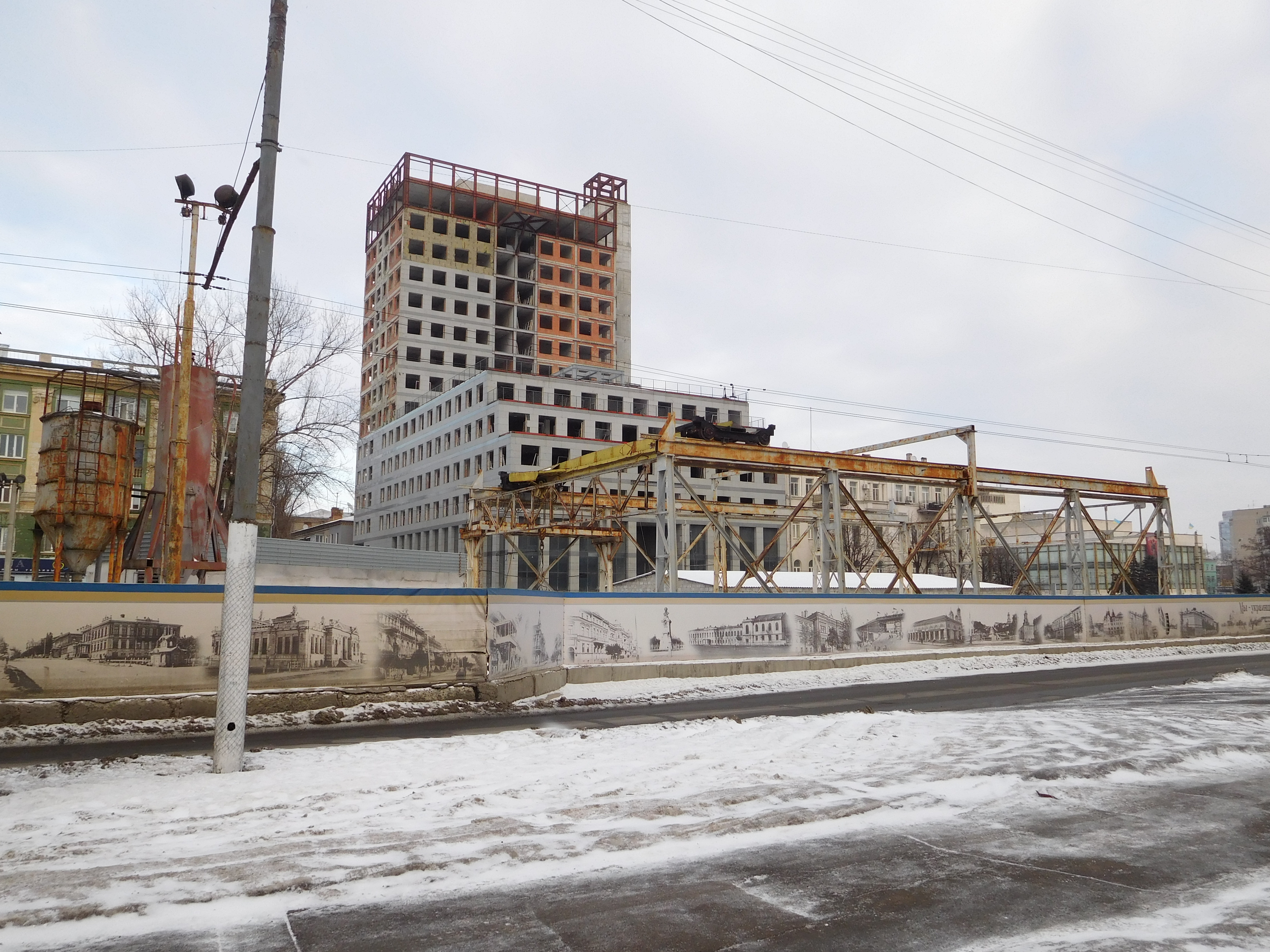
Строительство станции «Театральная»

В июле 2013 года стало известно, что строительство метро будет активизировано в первой половине 2014 года. Фактически этого не произошло. Закон о ратификации кредита ЕБРР был подписан только 19 сентября 2014 года президентом Петром Порошенко.
В октябре 2015 года правительство Украины увеличило сметную стоимость строительства первой очереди Днепропетровского метрополитена с 4,489 млрд до 5,618 млрд гривен. 18 ноября того же года заказчиком строительства вместо облгосадминистрации был определён городской совет.
В феврале 2016 года появились сообщения о том, что мэрия города рассматривает вариант затопления недостроенных участков.
19 июля 2016 года стало известно, что тендер на строительство метро по кредитам ЕБРР и ЕИБ в конкурентной борьбе с компаниями из Италии, Украины и Китая выиграла турецкая компания Limak, и её представители передали мэрии города согласованный контракт на работы. 28 июля договор был подписан, при этом было объявлено, что работы будут проводиться при участии французской компании Egis и украинской «Киевметрострой». Контракт предусматривал постройку трёх новых станций — «Театральной», «Центральной» и «Музейной» — за пять лет.
В сентябре 2016 года городской голова Борис Филатов подхватил идею своего предшественника Ивана Куличенко об объединении подземного метро с наземной городской электричкой и оборудовании пересадочного узла между станцией метро «Исторический музей» («Музейная») и железнодорожным остановочным пунктом «Проспектная». Финансировать проект предполагалось из разницы между полученным кредитом ЕБРР и ЕИБ (304 млн евро) и суммой контракта с турецким подрядчиком (226 млн евро).

## В культуре
Днепровский метрополитен воссоздан в дополнении (моде) «Metrostroi Subway Simulator» к игре «Garry's Mod» в Steam, функционирует в виде аддона в Steam Workshop и разработан «игроком-энтузиастом». Дополнение отличается от других симуляторов высокой реалистичностью.

## Галерея

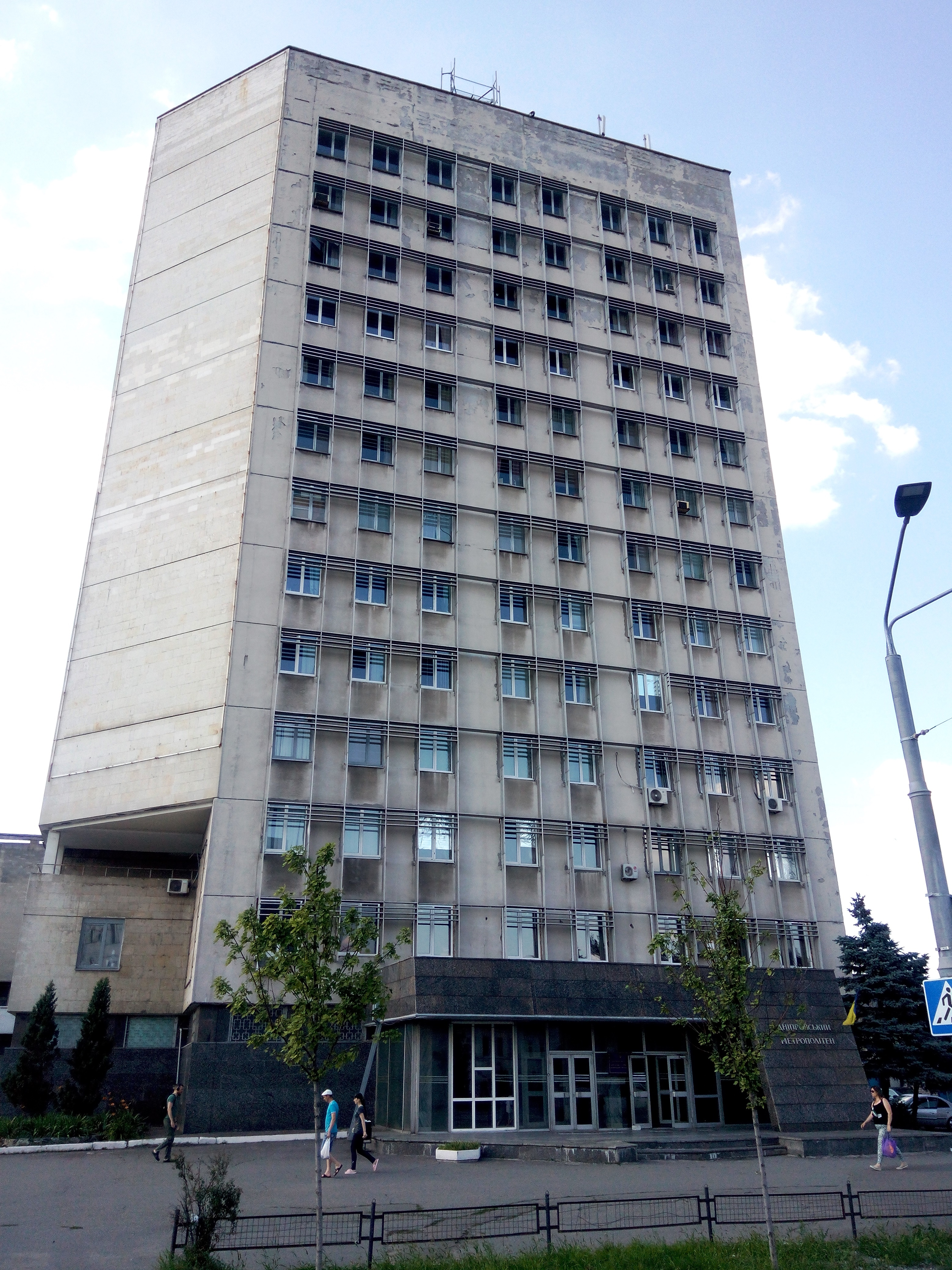
Главное административное здание
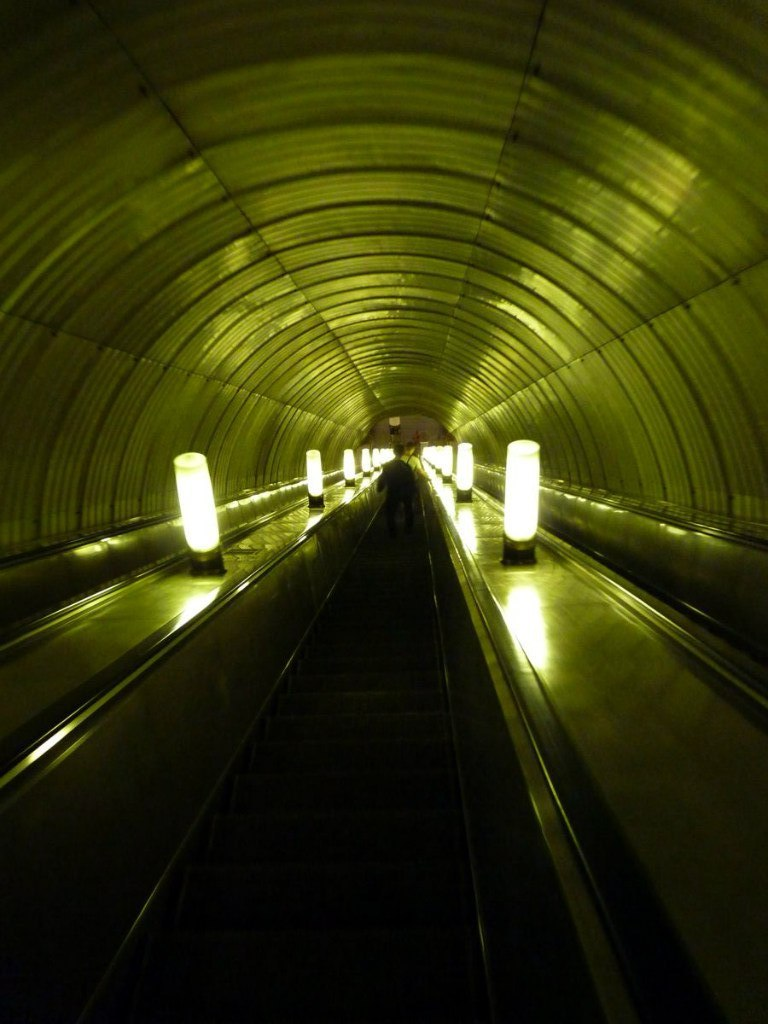
Спуск в метро на станции Метростроителей
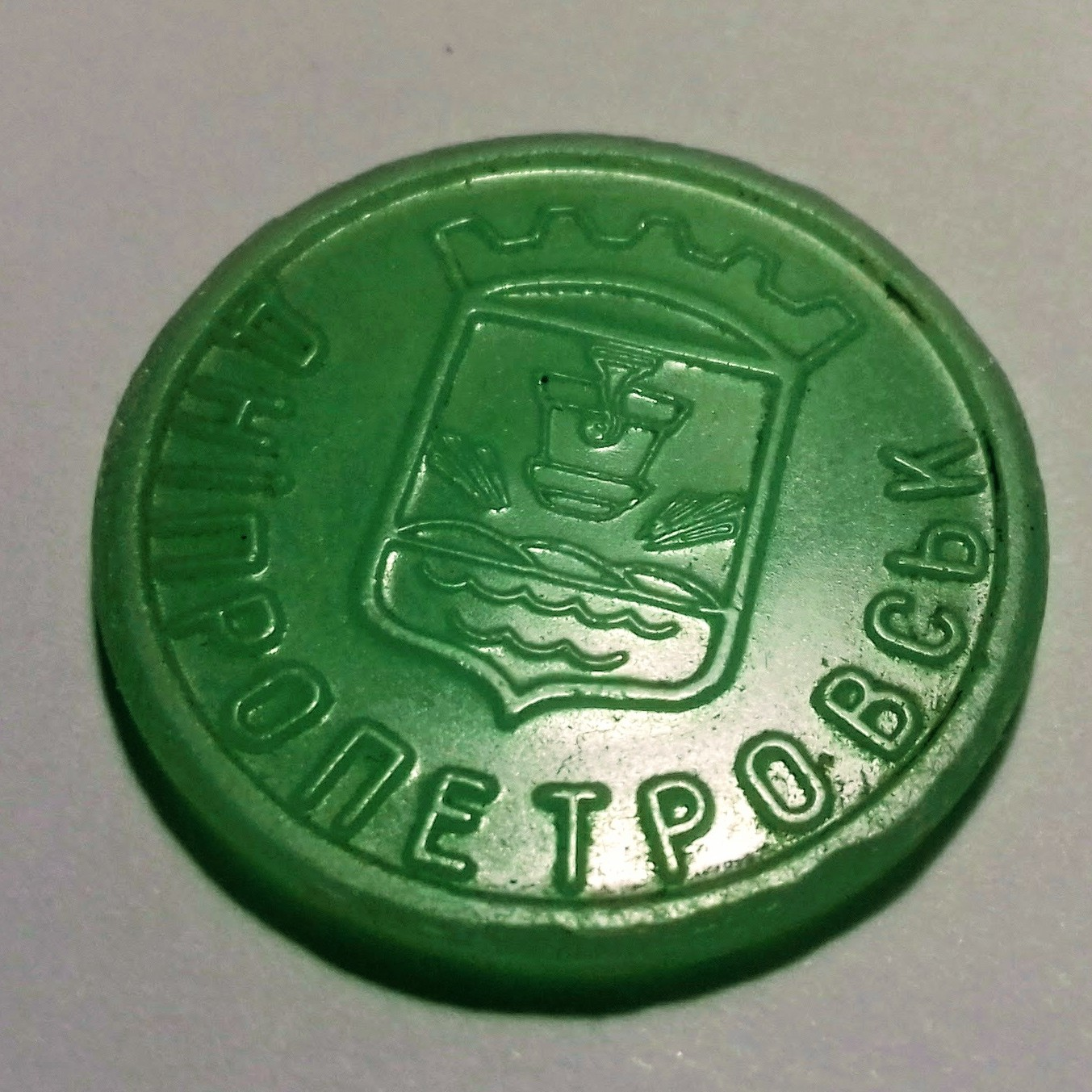
Жетон для проезда в метро